# 太良温泉

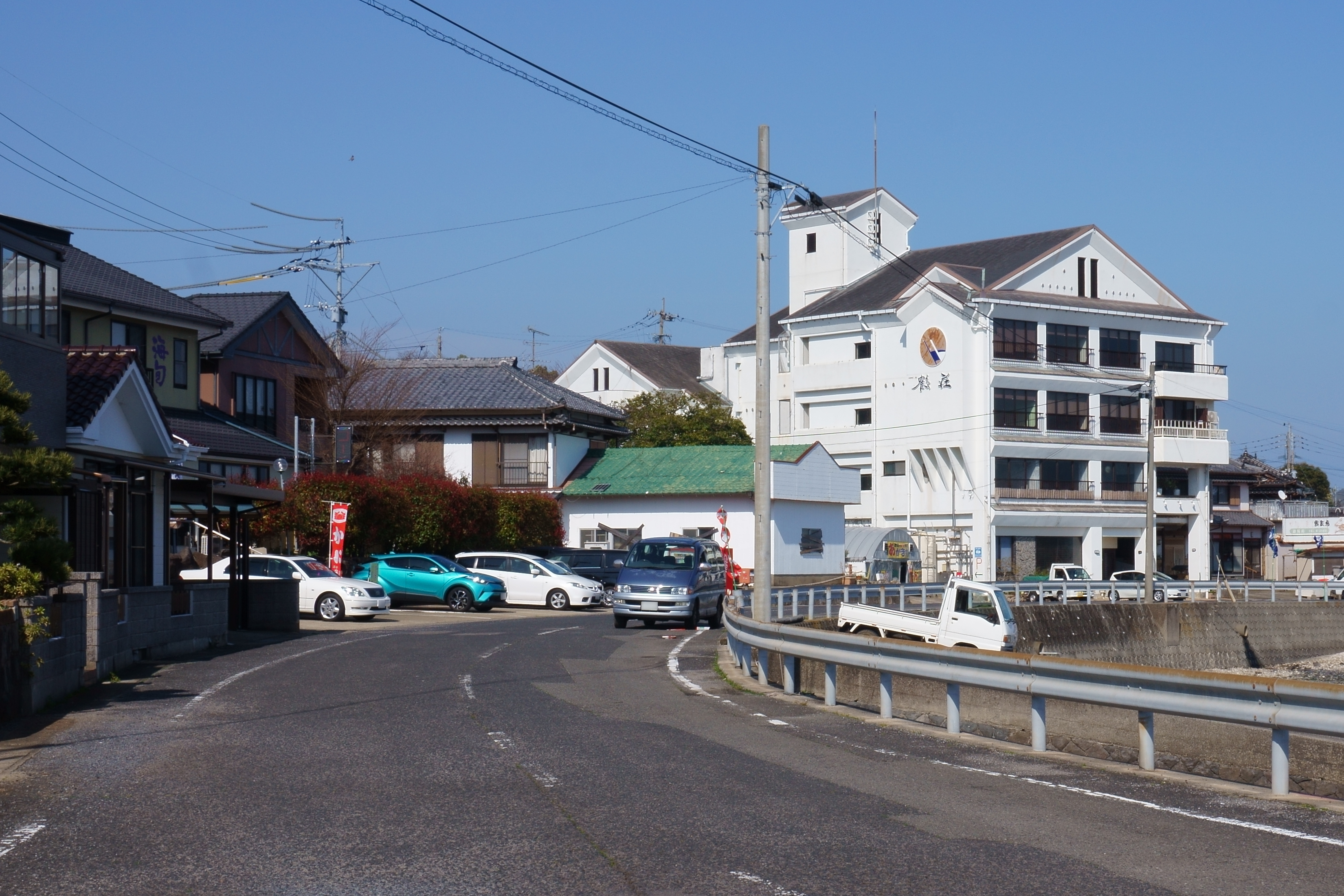
太良温泉の旅館（太良町大浦丙道越）

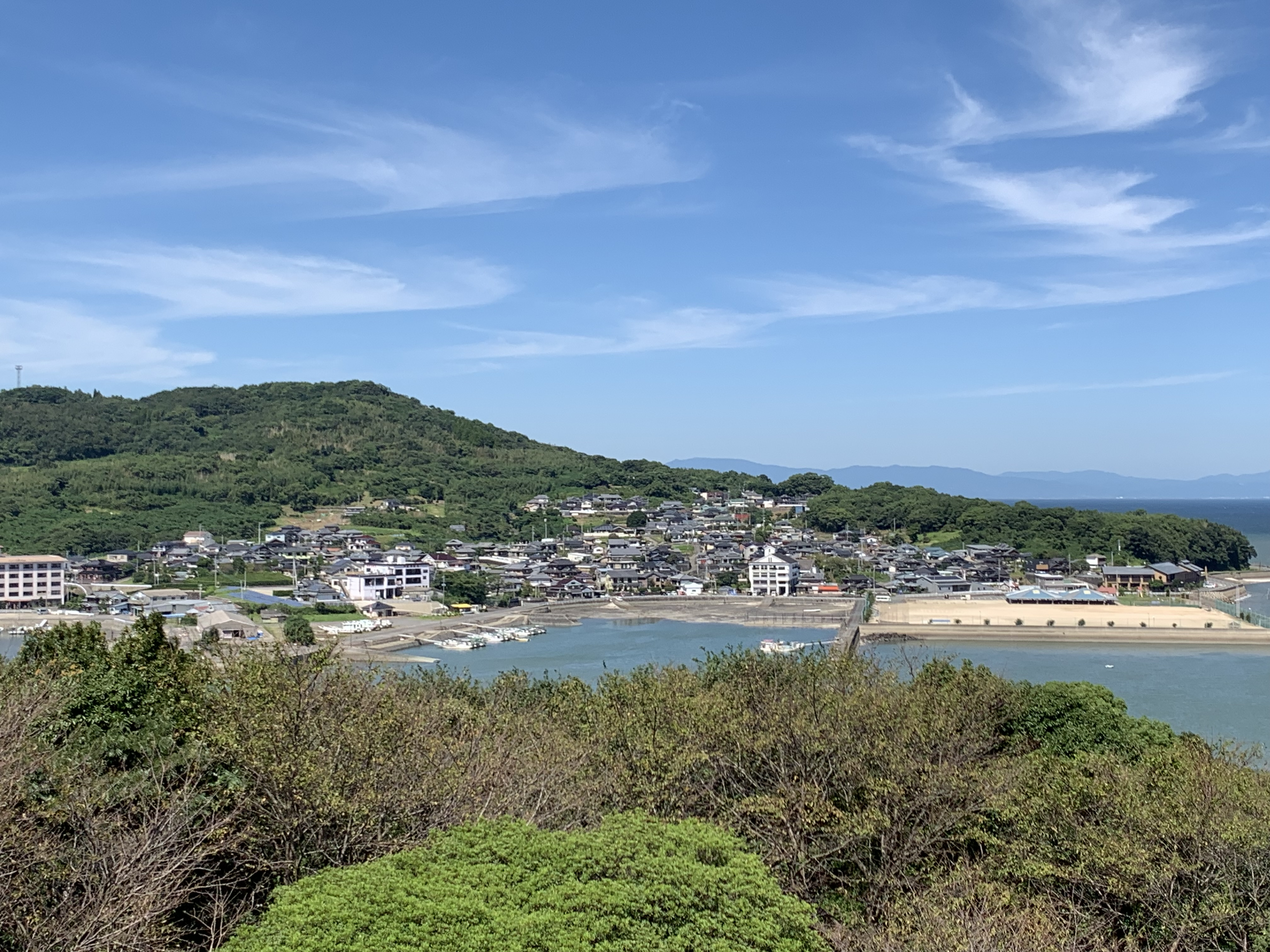
旅館のある道越集落の遠望

太良温泉（たらおんせん）は、佐賀県藤津郡太良町にある海岸、島嶼沿いの温泉。
竹崎蟹で有名な竹崎島に湧く竹崎温泉（たら竹崎温泉）として知られているが、厳密には他に温泉地が存在する。昭文社では竹崎温泉を指して太良海浜温泉と表記している。

## 泉質
- 単純
  - 源泉温度は52度。

## 温泉街
有明海に浮かぶ有人島（陸繋島）、竹崎島やその近辺の海岸に十数軒のホテル、旅館が並ぶ。竹崎漁港は竹崎蟹の水揚げで有名で、それを売りとしているほか、冬季には牡蛎小屋も見られ、グルメ目的の観光客が多く訪れる。

## 歴史
1972年（昭和47年）の開湯で、1995年（平成7年）に新たに源泉を掘鑿し、規模を拡大した。
なお、竹崎蟹の正式名称はガザミと呼ぶが、これを竹崎蟹と命名したのは、この温泉地で最初の源泉を引湯した観光旅館「龍宮かに荘」（現存せず）の館長である。

## アクセス
- 公共交通
  - 長崎本線・肥前大浦駅で下車後、祐徳バス 太良線に乗車後、終点・竹崎港で下車[3]。